# 蔬果汁

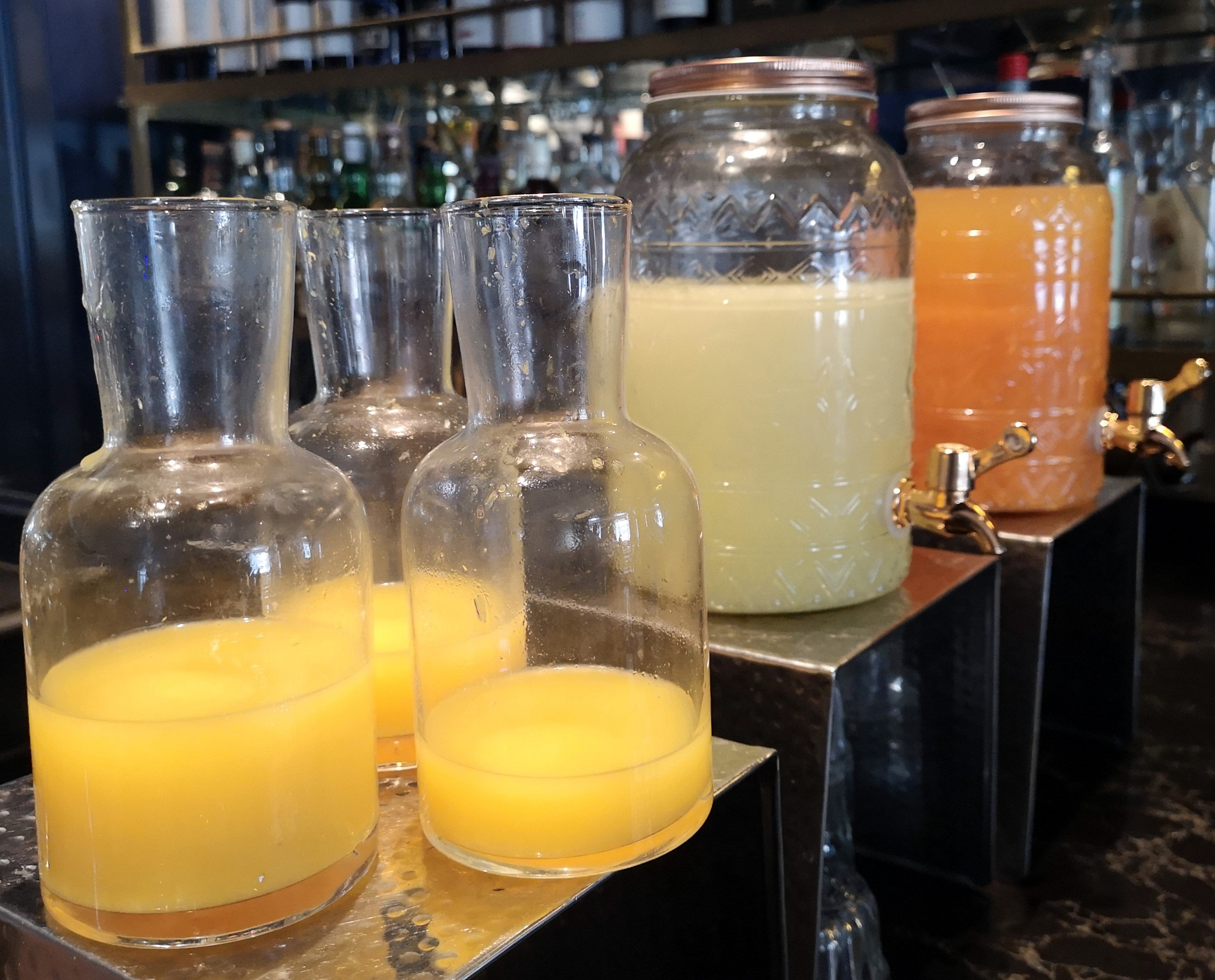

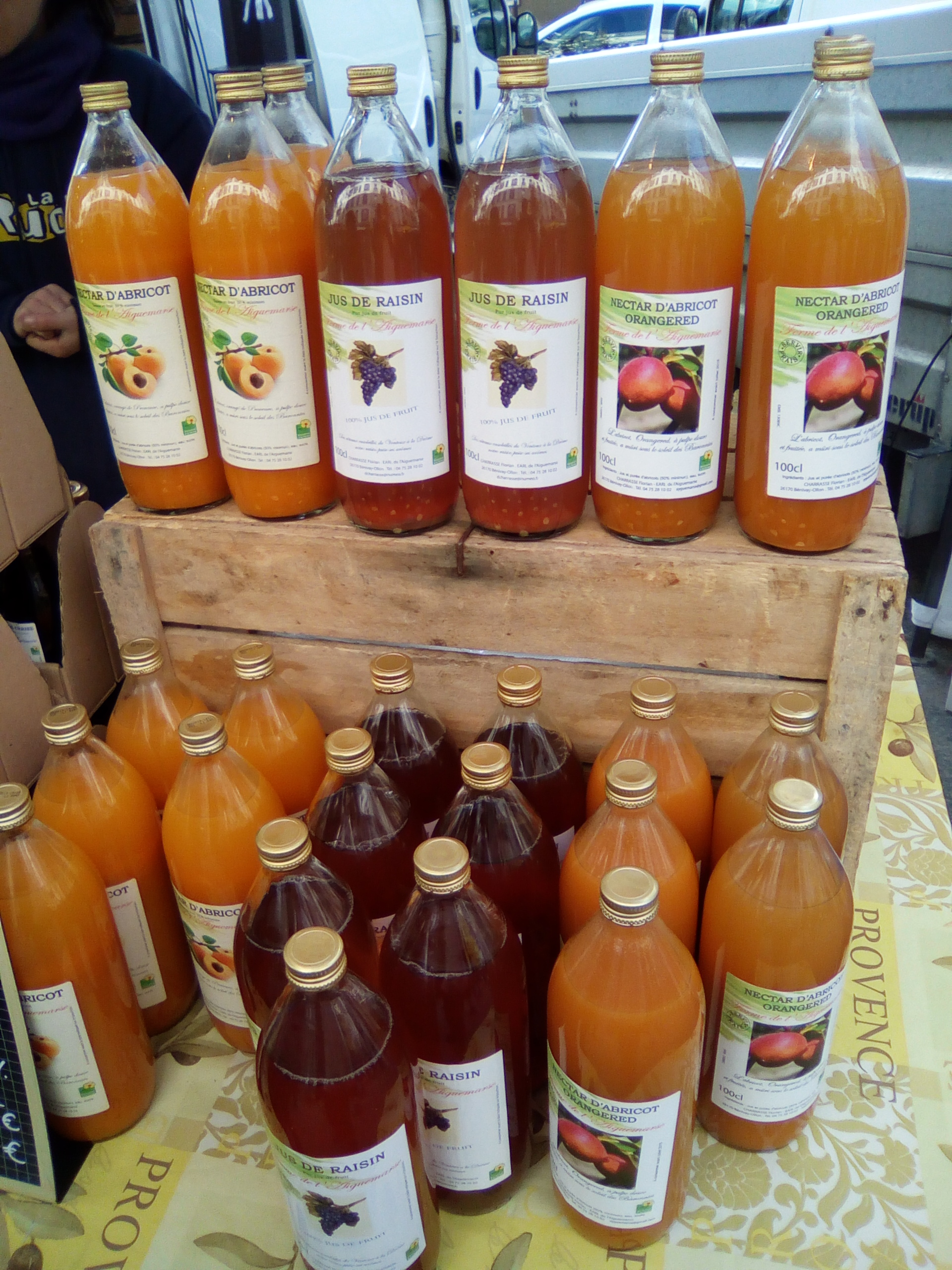

蔬果汁，常簡稱果汁，是指從新鮮水果或蔬菜榨汁而成的一種飲料。各種不同水果的果汁含有不同的維生素等營養，而被視為是一種對健康有益的飲料，但其缺乏水果所有的纖維素和過高的糖分有時被視為其缺點。目前的果汁分为浓缩果汁、浓缩还原果汁和非浓缩还原果汁。其中浓缩还原果汁最为常见，浓缩果汁按照一定比例与水和其他配料勾兑而成，非浓缩还原果汁即鲜榨果汁，有着最高的品質，但保存较为不便，且价格普遍较为昂贵。
蔬果汁是由机械的挤榨或压榨出的新鲜水果或蔬菜制成的，无需使用高温或是溶解剂。例如，橙汁就是橙子树上的水果压榨（而非萃取）汁液。蔬果汁可以在家通过使用各种手动的或电动的榨汁机压榨新鲜水果与蔬菜制成。
许多商业果汁通常是过滤去掉了纤维与果肉，但是富含果肉的新鲜橙汁是流行饮料。蔬果汁也许是以浓缩的形式销售，有时是冷冻的，这需要饮者添加水使液体恢复到它“原来的状态”。但是，浓缩蔬果汁一般与它们新鲜压榨出来的果汁味道是明显不同的。
加工果汁的常见的保存方法包括：装罐保存，加热杀菌法，冷冻，脱水浓缩和喷雾干燥。

## 營養價值

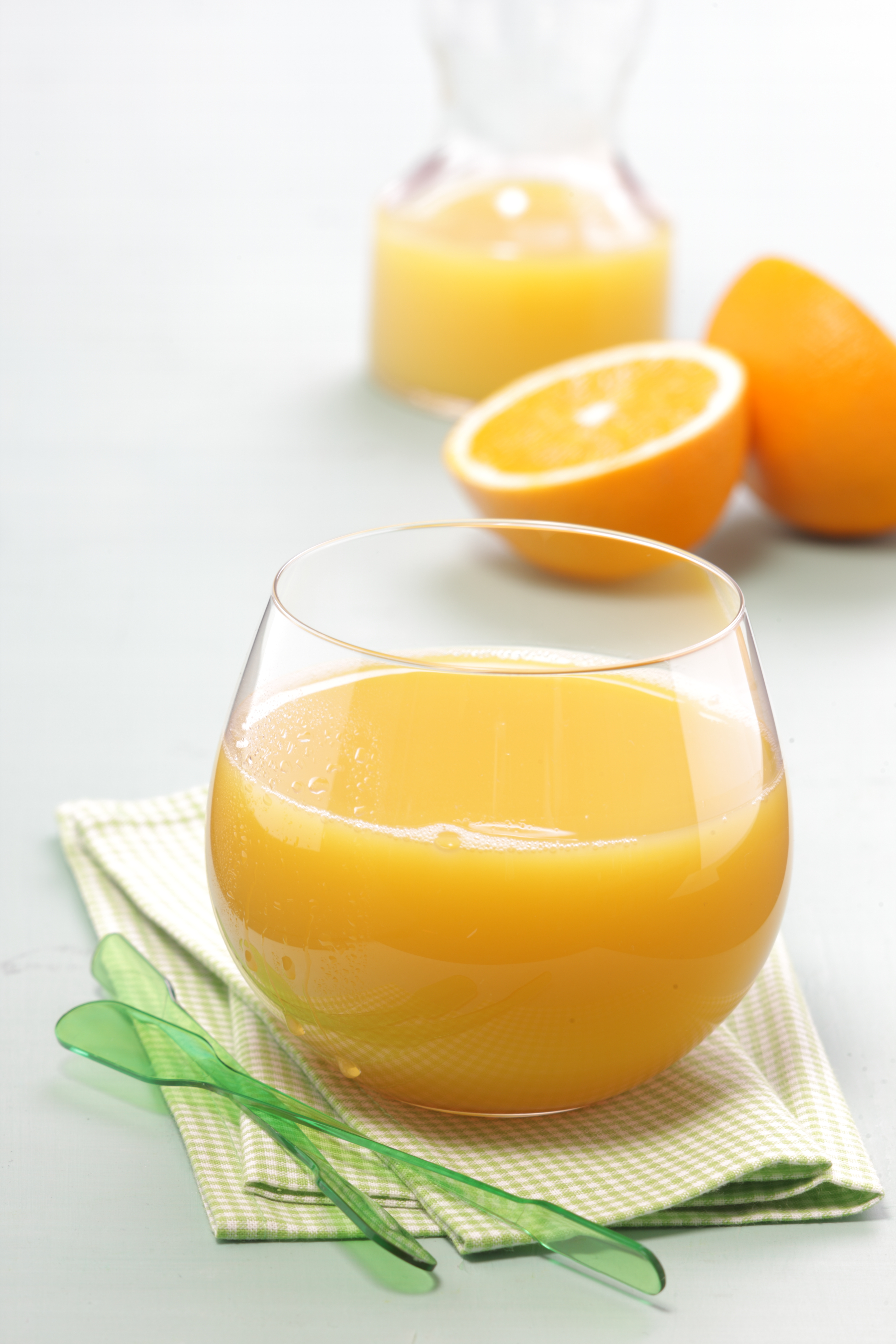
柳橙汁

果汁通常能夠提供該水果擁有的營養成分。像是柳橙汁能夠提供豐富的維生素C、葉酸、鉀等有益人體的物質，而且也是很好的抗氧化劑來源之一，而且可以降低膽固醇。黑棗汁能夠促進消化，蔓越莓汁長期以來一直被認為有助於預防或治療膀胱感染，甚至它是目前已知能夠防止膀胱細菌感染的果汁。
許多果汁的含糖（果糖）量比有甜味的軟性飲料要高，例如葡萄汁的糖就比可口可樂多了50% 。不過軟性飲料飲用後會造成氧化应激，並且長期會有胰島素抵抗的情形，果汁卻不會出現類似的反應。相反的，果汁可以提高血清中的抗氧化能力，也可以抵消因為高脂肪及高糖而造成的氧化应激及發炎反應。
果汁整體的消費在歐洲、澳洲、紐西蘭和美國在最近幾年有所增加，可能是由於大眾對果汁當作一種營養的攝取來源而且能夠促進人體健康。事實上，若果汁攝入量足夠，確實能降低罹患癌症的風險，而且可能可以防止或延後阿茲海默症的發生。
但是果汁跟新鮮水果的相等營養價值有時也備受質疑，因為大部分的果汁因為製造過程的關係而缺少纖維素。而常用於果汁雞尾酒的高果糖糖漿會提升第二型糖尿病的罹患機率。在一些研究中飲用大量果汁也認為和體重增加有關，但也有其他研究不支持此論點在一個受控的臨床研究中，志願者固定的飲用葡萄汁十二週，沒有出現體重上昇的情形，但飲用軟性飲料則會有體重上昇。因此有研究支持適量飲用果汁可以對孩童及成人提供日常所需的水果、營養素及熱量的建議攝取量。
美國小兒科學會不建議給小於六個月的嬰兒飲用果汁。對於一到六歲的幼兒，每日果汁的攝取量需小於四至六盎司（約110至170克）。兒童飲用過量果汁可能會造成營養不良、腹瀉、放屁、腹痛、脹氣及蛀牙等問題。

## 标签
大多数国家规定了对于“果汁”饮品的标准纯度。“果汁”这个名称通常是给百分之百纯水果汁的饮品使用的。
在美国，根据果汁与水果食品（英国）规定与2003年果汁与水果食品（美国）规定，只有在表述一个百分之百纯果汁产品时，此产品的水果或多种水果的名字后加“汁”字，才算合法的。但是，由于浓缩汁经复原后的果汁是可以被称为果汁的。水果食品-不同种类的水果蛋糕必须包含最低25%到50%之间的果汁。如果果汁或水果食品中含有浓缩成分，必须对其做出说明。在规章中并没有对“蔬果汁饮料”一词的规定，并且它可以用来描述任何饮料，包括只含有一点果汁的饮料。欧洲所有国家都用他们各自的语言做了类似的规定。
在美国，只有含百分百水果果汁的产品才可以被合法的称为果汁。与其他混合成分混合在一起的果汁，如高果糖玉米糖浆，被叫做混合果汁或是果汁饮料。根据食品与药品管理局（FDA）的规定，“水果饮品”一词在美国一般是可以被接受的，并且在国际贸易中是被稀释过的果汁，也就是表示这种饮料包含水果汁或水果泥，水，有些也许包含人工甜味剂。
特别是在新西兰与澳大利亚（还有其他的国家），果汁表示的是一种添加过甜味剂的水果汁，而水果饮品则表示的是纯的水果或蔬菜汁。
水果汁商标可能会误导人们，果汁公司有意的隐藏它真实的成分。商标上通常印有“无添加糖”，但是产品也许含有大量本身产生的糖分；然而，在许多国家，糖分的含量与其他碳水化合物是列在一起类在商标上的。
一些碳酸饮料，其中虽然含有水果汁，但是并没有表明（例如激浪（Mountain Dew）中就含有橙汁）。

## 果汁对健康的影响

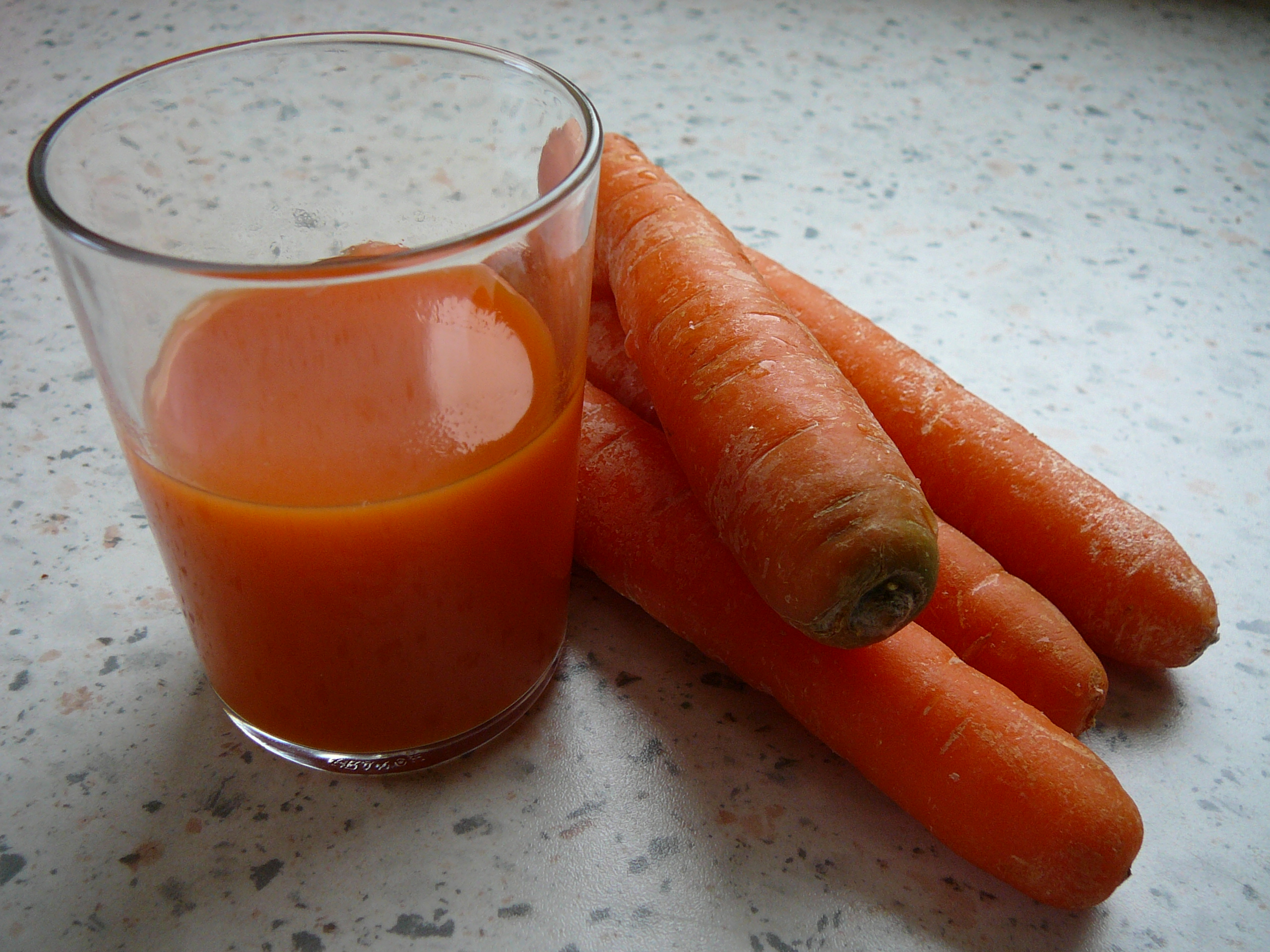
胡蘿蔔汁

人們饮用果汁是因为它有益于健康。例如，橙汁中含有丰富的维生素C，叶酸与钾, 是非常多抗氧化植物化学物质来源，以及对于改善患有高血胆固醇人群的血脂的变化是有重要意义的。李子汁有益于消化。越橘汁众所周知的能够预防甚至是治疗膀胱感染，现在已知越橘中有一种物质可以防止细菌附着到膀胱。
水果汁含有的糖分很丰富，但通常是不被人们所察觉的 —— 许多水果汁中所含的糖分势是比添加过甜味剂的汽水多；例如典型的葡萄汁中所含的糖就比可口可乐多出50%。
近些年来，在欧洲，澳大利亚，新西兰以及美国的水果汁饮用量已经有所增加，可能是因为大众果汁的认知，认为它是一种健康的天然的营养来源，还有就是大众对健康问题更感兴趣了。实际上，饮用果汁一直是与降低患多种癌症有关联的，可能会防止中风已经延缓老年性痴呆病的开始。
水果汁与新鲜水果对健康是有同样益处的观念已经被开始质疑了，这主要是因为果汁中缺少纤维，并且通常它已经被高度的加工过了。高果糖玉米糖浆是许多混合果汁中的原料，它会导致二型糖尿病的发病率上升。过多的饮用果汁也有可能会导致体重增加，但是饮用中等量的果汁可以帮助儿童以及成人达到日常的水果建议食用量，营养以及卡路里的建议摄入量。

## 果汁店

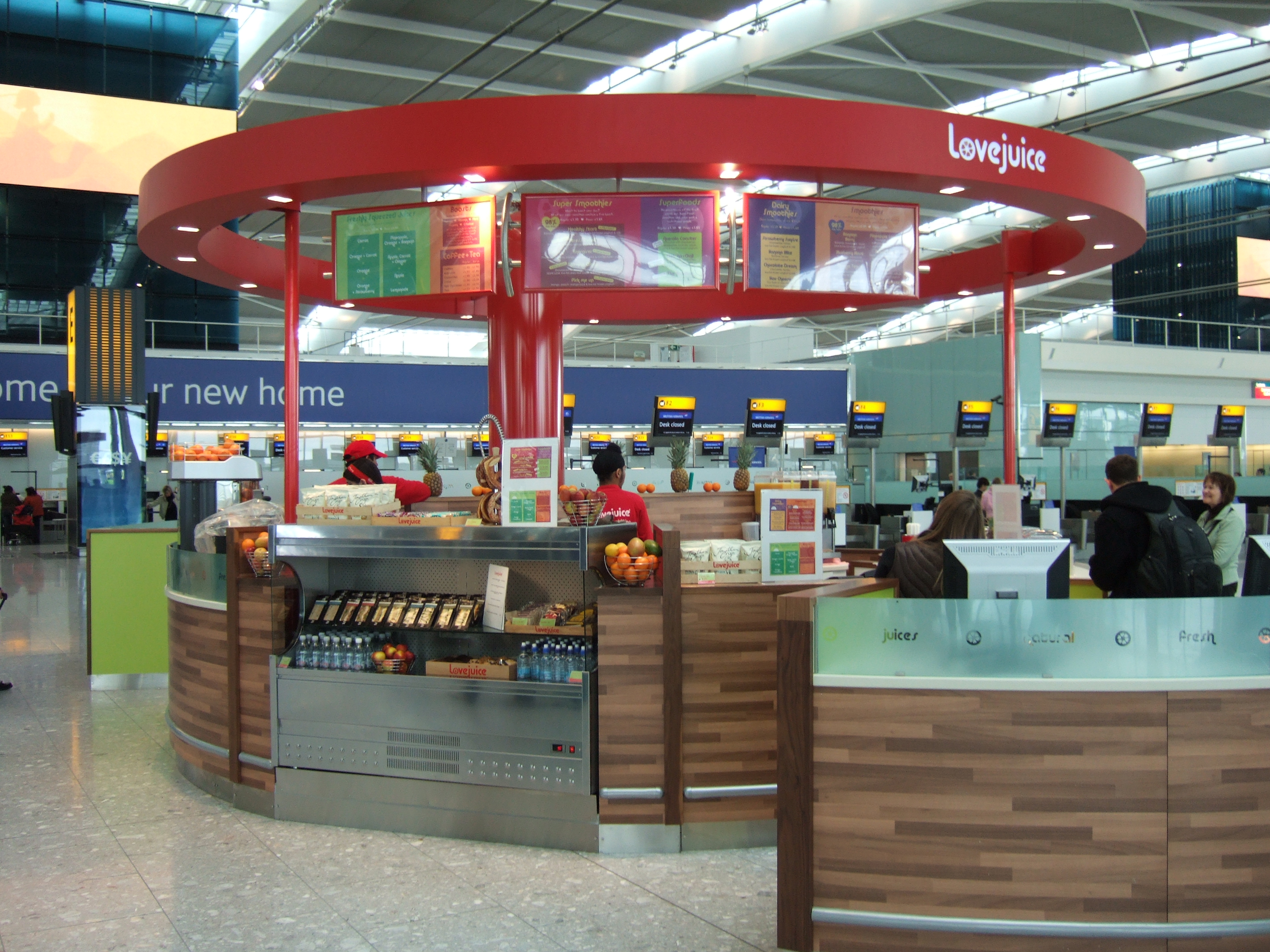
倫敦希斯路機場第五號航廈的連鎖果汁店

與小吃店及咖啡店一樣，世界各地均有不同類型的提供果汁的小店。這些店舖可能會提供由新鮮水果榨取的汁液，混和了不同材料的果汁，或是水果沙冰等。不同類型的食物、水果等添加劑亦會加到果汁中以豐富口味。這些果汁店可能在商場內、地鐵站內或是街道上，不一而定。